# 黃渡瀏河戰鬥
黃渡瀏河戰鬥發生於1924年9月3－10月14日，地點則是在中國上海附近（今上海嘉定区黄渡镇一带）。是北洋政府時期內戰之一，交戰兩方為江蘇齊燮元部及浙江盧永祥部。